# Эстонская международная комиссия по расследованию преступлений против человечности
Эстонская международная комиссия по расследованию преступлений против человечности (эст. Inimsusevastaste Kuritegude Uurimise Eesti Rahvusvaheline Komisjon; также известна как Комиссия по истории или Комиссия Макса Якобсона) — комиссия, созданная президентом Эстонии Леннартом Мери в октябре 1998 года для расследования преступлений против человечности, совершённых в Эстонии или против её граждан во время советской и немецкой оккупации, таких как советские депортации из Эстонии и Холокост в Эстонии
Его первая сессия состоялась в Таллине в январе 1999 года. Чтобы способствовать независимому расследованию и избежать конфликта интересов, среди его членов не было граждан Эстонии. Председателем комиссии был назначен финский дипломат Макс Якобсон.
На исследования комиссии опирался Европейский суд по правам человека, например, в своём решении не предоставлять certiorari для рассмотрения жалобы Августа Колка и Петра Кислого, которые были осуждены за преступления против человечности из-за их роли в советских депортациях из Эстонии.
Комиссия выполнила свою задачу к 2007 году, и её преемником стал Эстонский институт исторической памяти.

## Члены
- Макс Якобсон, председатель
- Уффе Эллеманн-Енсен, президент Европейской либеральной партии, бывший министр иностранных дел Дании
- Пол А. Гобл, директор по связям с общественностью Радио Свободная Европа/Радио Свобода
- Николас Лейн, председатель комиссии по международным отношениям Американского еврейского комитета
- Питер Реддуэй, профессор политологии и международных отношений Университета Джорджа Вашингтона
- Арсений Рогинский, председатель Совета научно-образовательного центра «Мемориал» г. Москвы, руководитель научной программы
- Вольфганг фон Штеттен, профессор Mitglied des Deutschen Bundestages

## Отчет по периоду немецкой оккупации
Отчёт комиссии, касающийся периода немецкой оккупации, был опубликован в 2001 году. В соответствии с выводами комиссии, ряд эстонских граждан участвовали в актах геноцида по отношению к цыганам и евреям на территории Эстонии и за её пределами. Комиссия посчитала неверным возлагать ответственность на всех служивших в полиции во время оккупации, однако сделала исключение для отдела Б-IV политической полиции, всех сотрудников которого комиссия сочла виновными в преступлениях Холокоста в силу занимаемых должностей. Среди ответственных за массовые убийства названы Айн-Эрвин Мере, Юлиус Эннок, Эрвин Викс, Эвальд Миксон и ряд других лиц. Аналогичную ответственность комиссия возложила на высших руководителей эстонского коллаборационистского самоуправления во главе с Хяльмаром Мяэ, в том числе Оскара Ангелуса, Альфреда Вендта, Оскара Эпика, Ханса Саара, Отто Леэсмента, Арнольда Радика и Йоханнеса Соодла. По оценкам комиссии, от 1000 до 1200 из примерно 30-40 тысяч членов Омакайтсе принимали участие в убийствах. Комиссия пишет, что лишь немногие из тех военных преступников, кто бежал на Запад в 1944 году, понесли наказание, поскольку начало холодной войны фактически положило конец преследованиям бывших нацистов